# Elsas hus

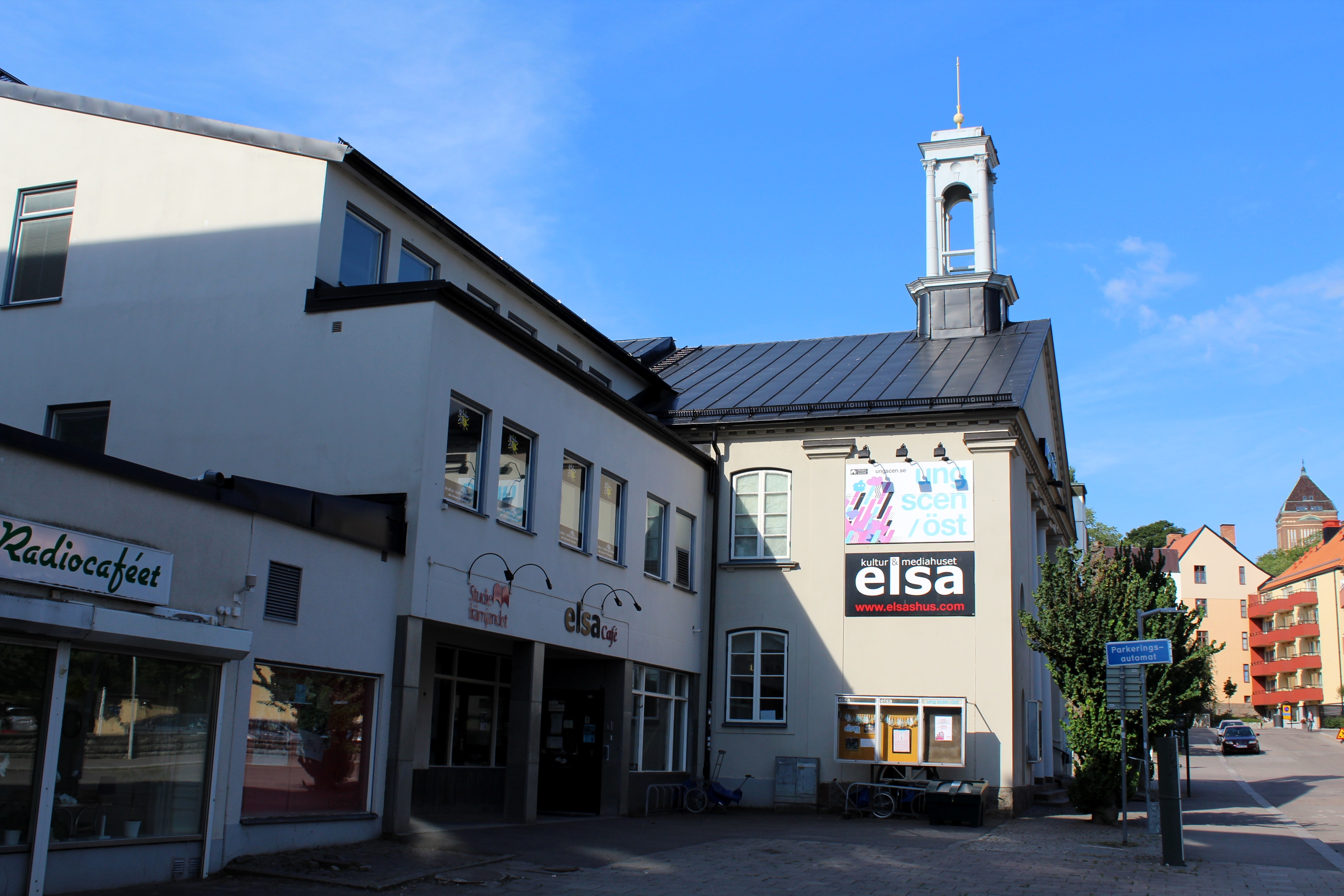
Elsas hus.

Elsas hus var ett kulturhus för drogfri ungdomsverksamhet som låg på Elsa Brändströms gata 3 i Linköping. Elsas hus drevs mellan 1998 och 2018 av Studiefrämjandet i Östergötland på uppdrag av Linköpings kommun. Linköpings kommun valde att inte förnya avtalet under 2018, och därmed stängdes kulturhuset i juni samma år. Delar av verksamheten planerades fortsätta på Skylten i Linköping.
Byggnaden uppfördes 1875-1876 av Linköpings stads missionsförening (grundad 1858), och användes fram till mitten av 1990-talet som en kyrka tillhörande missionsförbundet och blev sedan fritidsgård. 1998 blev det kultur- och mediahus. 2001 startade Östgötateatern en scen för barn- och ungdomsteater i den gamla kyrksalen.